# لغة الطفل الرضيع

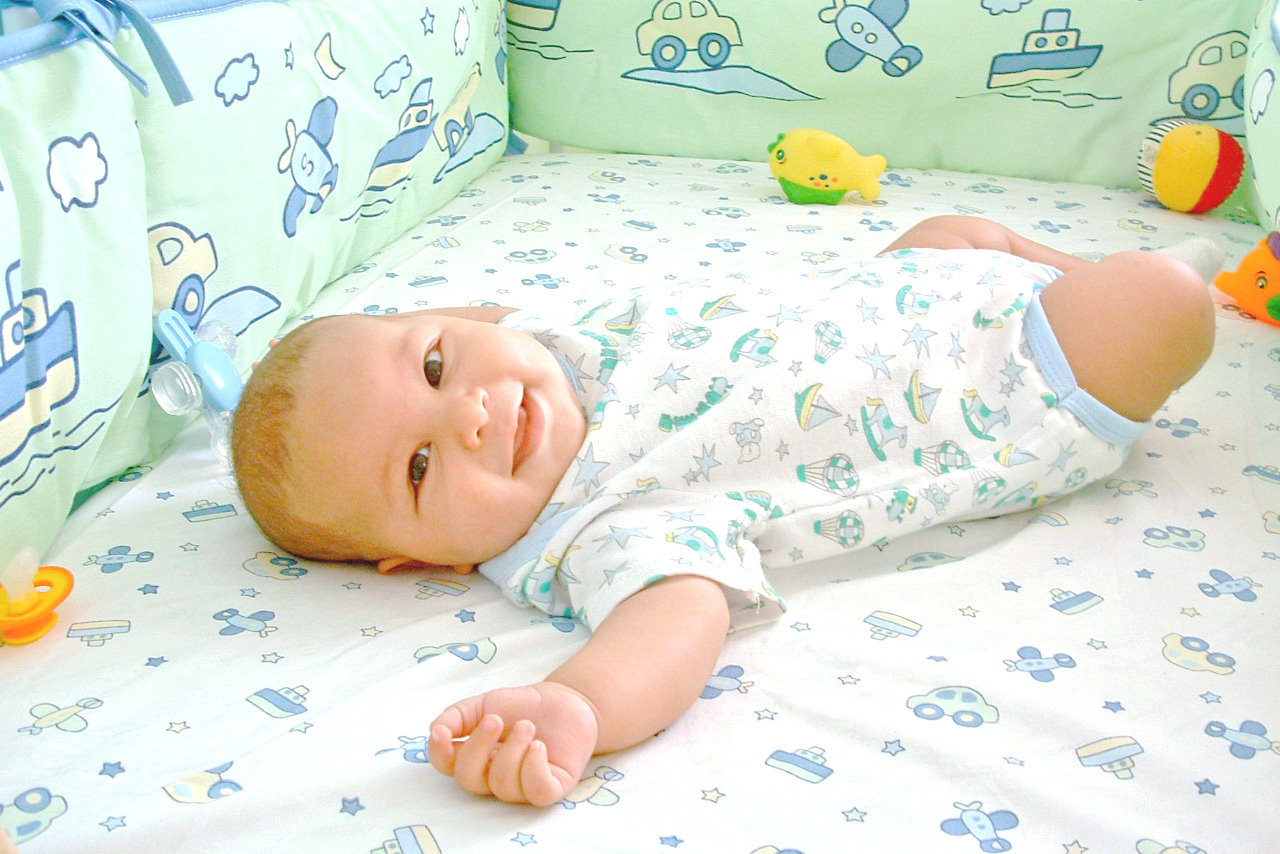
طفل رضيع

لغة الطفل الرضيع تعتبر اللغة إحدى أهم وسائل الاتصال، فالطفل لغته تتطور بشكل سريع خلال الخمس سنوات الأولى.

## مرحلة ما قبل الكلام

### مرحلة الصراخ
تعتبر هذه وسيلة الأتصال الوحيدة غير المتعلمة فمنذ لحظة ولادة الطفل يصرخ صرخة الحياة وهي تعني «اندفاع الهواء عبر الحنجرة مما يسبب أهتزاز الوتيرات الصوتية»، وعندما يصبح عمر الطفل ما بين «شهر إلى شهر ونصف» يصبح الصراخ وسيلة تعبير عن حاجته إلى «جوع، عطش، ألم، بلل» وتعتبر هذه الصرخات تدريب للطفل لنموه اللغوي.

#### مرحلة المناغاة
هي أصدار الطفل لأصوات ليست ذات معنى مثل:(مو، دو) وترتبط معظمها بالحالات الوجدانية للطفل وتكون ما بين «الشهر الثالث أو الرابع».

##### مرحلة الحروف التلقائية والتقليد الذاتي
يبدأ الطفل بأصدار أصوات لها معنى مثل «ماما، بابا» وتكون هذه المرحلة ما بين «الشهر الخامس أو السادس».

## مرحلة الكلام
يتعلم الطفل كلمته الأولى حوالي «الشهر العاشر» ومعظم هذه الكلمات لا تكون مفهومة إلا من قبل الأم أو المربية لأنها تكون مرتبطة بحاجة أساسية (حليب، رضاعة). وتقسم مرحلة الكلام إلى مراحل فرعية:

### مرحلة التقليد الموضوعي
يتعلم الطفل اللغة من خلال تقليده للكبار أي ما يسمى بمحاولة النمذجة، فيجب على الأم أن تحرص على ان ينطق الطفل الكلمة بمفهومها الصحيح بمعنى ان تصحح له الجمل الناقصة، وتكون هذه المرحلة في «الشهر التاسع».

#### مرحلة الكلمة الجملة
يستخدم الطفل كلمة واحدة لتدل على أكثر من معنى فمثلاً كلمة ماما تحمل عدة معاني منها:
- أريد حليب.
- أين انتي.
- اعطني العصير.

تكون هذه المرحلة في أول السنة الثانية.

##### مرحلة الجملة المكونة من كلمتين
يكّون الطفل كلمتين لتكون جملة ذات معنى ولكن بدون مراعاة اللغة، مثال على ذلك «راح كلب، بابا راحت». يعبر الطفل عن احتياجاته ولكن لغته لا تكون سليمة من ناحية التركيب اللغوي، وتكون هذه المرحلة في منتصف السنة الثانية.

## أساسيات اللغة
تعتبر اللغة وسيلة الطفل الأهم للأتصال فاللغة يقصد بها كل الوسائل الممكنة التي تجعل الطفل قادر على التفاهم مع الآخرين وتشمل:
- العوامل البيولوجية.
- العوامل الأجتماعية.

### العوامل البيولوجية
«يعتبر الإرث البيولوجي أساس اللغة» فبدونه لا نستطيع أن نتكلم، كما يلعب العامل الصحي وسلامة الجسد أثر في سرعة أكتساب اللغة.

#### العوامل الاجتماعية
يقصد بالعوامل الاجتماعية مدى غنى البيئة الاجتماعية التي يعيش بها الطفل فكلما كانت البيئة الاجتماعية محدودة اللغة، كلما أثر سلبًا على سرعة اكتساب اللغة.